# Jürgen Drews
Jürgen Drews (pronuncia tedesca [ˈjʏʁɡn̩ ˈluːtvɪç dʁeːfs]), noto anche con lo pseudonimo di JD Drews (Nauen, 2 aprile 1945), è un attore e cantante tedesco, dedito principalmente ai generi pop-Schlager e professionalmente in attività dalla fine degli anni sessanta.
Nel corso della sua carriera, ha pubblicato oltre una quarantina di album. Ha fatto parte anche del gruppo Les Humphries Singers e ha partecipato anche a vari film, in particolare nel corso degli anni settanta
.

## Biografia
Jürgen Drews è nato il 2 aprile 1945 a Nauen, vicino a Berlino, figlio del medico della Wehrmacht Werner Drews e la moglie Lieselotte Butlar; il padre era originario di Brandeburgo e discendeva da degli ugonotti, mentre la madre era figlia di un cantante lirico e faceva parte della nobile famiglia Buttlar, ma rinunciarono ai titoli nobiliari.
È cresciuto a Schleswig dove fece le sue prime apparizioni dal vivo, a 15 anni si unì nella band Schnirpels dove suonava il Banjo, vincendo un premio come miglior suonatore, si è poi trasferito a Kiel e divenne il chitarrista della band Chimes of Freedom, che cambiò velocemente nome in Die Anderen. Ha fatto il suo esordio da attore comparendo nella serie Die Lümmel von der Erste Bank, dove pubblicò il suo primo album con la band (che venne pubblicato sotto il nome Apocalypse), l'album fu pubblicato dall'Ariola di Giorgio Moroder, ma la band si sciolse dopo il fallimento dell'azienda.
Dopo lo scioglimento della band, ha lavorato attivamente come attore in film italiani, affiancando anche Enrico Maria Salerno, Edwige Fenech, Vittorio Caprioli e Mariangela Melato.
Nel 1972 si unì al gruppo Les Humphries Singers e iniziò anche una carriera parallela da solista, bisognerà infatti aspettare il 1976 per l'uscita del suo 33 giri Ein neuer Anfang, destinato a entrare nella relativa classifica. Da questo album è stato estratto il singolo Ein Bett im Kornfeld (cover dei Bellamy Brothers), che ha raggiunto il primo posto delle classifiche in Germania, il secondo in Austria e il terzo in Svizzera.
Nello stesso anno, Les Humphries Singers partecipano all'Eurovision Song Contest 1976, non arrivando ai risultati sperati e alla fine decidendo di separarsi. Drews ha quindi continuato la sua carriera solista, vincendo la ZDF Hit Parade, pubblica inoltre la colonna sonora per il film Spielen wir Liebe, film molto controverso del 1977.
Negli anni '80 pubblica un album esclusivamente negli Stati Uniti, con lo pseudonimo JD Drews, raggiunse la 79ª posizione della Billboard Hot 100 ma non fu comunque un successo, tornò in Germania dove iniziò a lavorare come produttore, pubblicando inoltre un remaster del suo successo Ein Bett im Kornfeld in collaborazione con il gruppo appena creato Stefan Raab und die Bekloppten, formato da lui, Lars Dietrich e appunto Stefan Raab; il vero ritorno al successo arrivò con la canzone König von Mallorca, dove si dichiarava re dell'isola e il successo gli valse proprio quel soprannome (datogli dal conduttore di Wetten, dass..?), iniziò dei concerti proprio sull'isola.
Nel 1981 sposa l'attrice Corinne Drews da cui ebbe un figlio, ma si separarono nel 1985, nel 1991 incontra la sua attuale moglie da cui ebbe una figlia (Joelina Drews), anche lei cantautrice.
La sua nuova canzone gli porterà del nuovo successo e pubblicherà altre canzoni (maggior parte cover) che avranno grande successo anch'esse. Tra il 2007 e il 2011 è tornato insieme ai vecchi colleghi de Les Humphries Singers formando la band Les Humphries Singers Reunion e pubblicando nuovi album contenenti musica storica rimasterizzata.
Nel 2011 apre il suo bistrot a Maiorca chiamato König von Maiorca, che ha chiuso i battenti a causa della Pandemia di COVID-19.
Dal 2018 è rimasto impegnato con il progetto di beneficenza Schlagerstars für Kinder, annuncia inoltre di soffrire di Polineuropatia e di avere l'intenzione di ritirarsi dalla vita pubblica, il suo ultimo album pubblicato è stato Das Ultimative Jubiläums-Best-Of, in collaborazione con diversi artisti tra cui Ben Zucker, Matthias Reim, Mark Keller, Ross Antony e Otto Waalkes, la canzone con lui chiamata Mexico (ripresa dall'omonimo album dei Les Humphries Singers) ha ricevuto discreto successo.

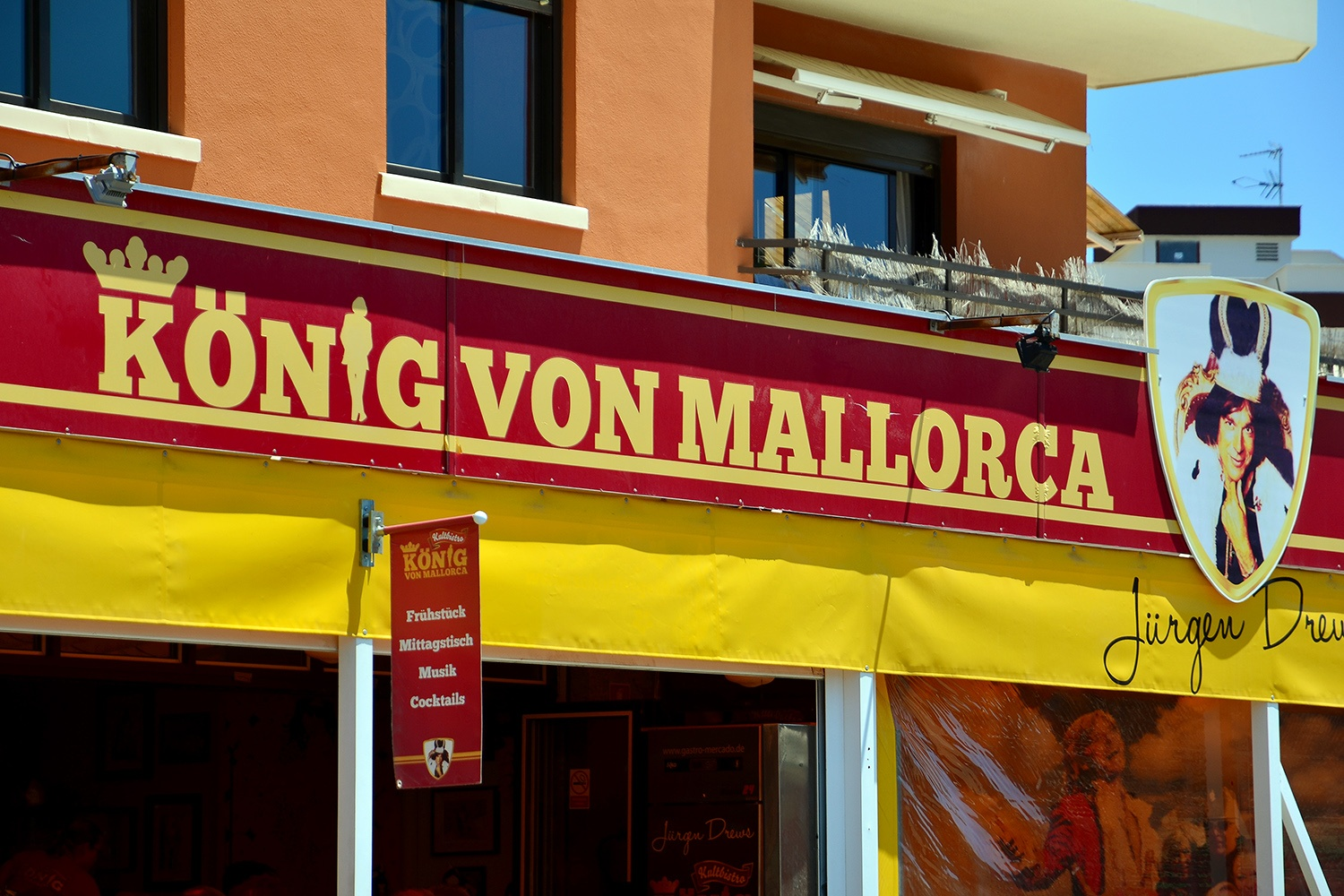
Bistrot "König von Mallorca" a Maiorca.

Jürgen Drews ha tenuto il suo ultimo concerto il 6 ottobre 2022 in Tirolo, mentre ha partecipato come attore nel suo ultimo programma, intitolato Der Große Schlagerabschied, mandato in onda il 14 gennaio 2023 dove alla fine ha esibito i suoi più grandi successi insieme alla figlia.
Attualmente vive a Dülmen con la sua famiglia.

## Discografia parziale

### Album solisti
- 1974: Zeit für meine Songs
- 1976: Ein neuer Anfang
- 1977: Barfuß durch den Sommer
- 1978: Heute
- 1978: Feuer + Wasser
- 1979: Rockig
- 1980: J. D. Drews
- 1980: Bloß nichts versäumen
- 1981: Morgens auf dem Weg nach Hause
- 1989: Irgendwann…mit dir sofort
- 1992: J.D.
- 1994: Liebe muss ein bisschen Sünde sein
- 1996: Jürgen Drews feat. Onkel Jürgen
- 1999: Wieder alles im Griff
- 2007: Glanz & Gloria
- 2010: Schlossallee
- 2011: Schlagerpirat
- 2013: Kornblumen
- 2015: Es war alles am besten
- 2020: Das Ultimative Jubiläums-Best-Of (con altri artisti)

### Band musicali

#### Die Anderen
- 1968: Kannibal Komix
- 1969: Apocalypse

#### Les Humphries Singers
- 1970: I Believe
- 1972: Mexico
- 1976: Sing Sang Song
- 2012: Forever Young

### Singoli
- Ein Bett im Kornfeld (1976)
- Wir zieh'n heut' Abend aufs Dach (1978)
- Don't Want Everyone (1980)
- Ein Bett im Kornfeld (remaster) (1995)
- König von Mallorca (1999)
- Hey! Amigo Charlie Brown (2002)
- Darwing Duck (2002)
- Hey, wir woll’n die Eisbärn sehn auf (2011) (con i Pudhys)
- Ich hab den Jürgen Drews gesehn (2016) (con Mickie Krause)
- Mexico (2020) (con Otto Waalkes)

## Filmografia parziale

### Attore

#### Cinema
- Die Lümmel von der Erste Bank, regia di Franz Seitz Jr. e Herbert Rösler (1967)
- La corta notte delle bambole di vetro, regia di Aldo Lado (1971)
- Siamo tutti in libertà provvisoria, regia di Manlio Scarpelli (1971)
- La polizia ringrazia, regia di Steno (1972)
- Super Sexi Baby (Wilder Sex junger Mädchen), regia di Antonio Casale e Jürgen Schindler (1972)
- La ragazza dell'autostrada (Dany la ravageuse), regia di Willy Rozier (1972)
- Quando le donne si chiamavano Madonne, regia di Aldo Grimaldi (1972)
- La notte dei fiori, regia di Gian Vittorio Baldi (1972)
- Mena forte più forte... che mi piace! (Es knallt - und die Engel singen), regia di Dieter Geissler e Roberto Leoni (1974)
- Porno febbre del piacere (L'Appel), regia di Tilda Thamar (1974)
- Spielen wir Leben, regia di Pier Giuseppe Murgia (1977)
- Ein Kaktus ist kein Lutschbonbon, regia di Rolf Olsen (1981)
- Ballermann 6, regia di Gernot Roll e Tom Gerhardt (1997)
- Horst Schlämmer - Isch Kandidiere!, regia di Angelo Colagrossi (2009)

#### Televisione
- Kannibal Komix oder Das Haus in Weiß, regia di George Moorse – film TV (1970)
- Plattenküche – serie TV, episodio 1x10 (1977)
- Die Drews - eine furchtbar nette Familie, regia sua e di RTL2 – documentario/soap opera (2003)
- CIS: Chaoten im Sondereinsatz, regia di Erik Haffner – film TV (2010)
- Hamburg Distretto 21 – serie TV, episodio 7x09 (2012)
- Verdammt verliebt auf Malle, regia di Ulli Baumann – film TV (2016)
- Blockbustaz – serie TV, episodio 3x01 (2016)
- Der Große Schlagerabschied, regia sua – film TV (2022)

## Premi e Riconoscimenti
1976 – Leone di Radio Luxembourg per Ein Bett im Kornfeld (1976)
1976 – Bravo Otto alla carriera
1978 – Goldene Europa per Wir zieh'n heut' Abend aufs Dach (1978)
1990 – Albo d'Oro di Radio Schleswig-Holstein per Ein Bett im Kornfeld (remaster) (1995)
2008 – Ballerman Award (premio onorario)
2010 – Ehren-Saphir (premio onorario)
2021 – Smago! Award per Das Ultimative Jubiläums-Best-Of (2020)